# Graeme McDowell
Graeme McDowell (nascido em 30 de julho de 1979) é um jogador norte-irlandês de golfe profissional, que disputa o European Tour e o PGA Tour. Profissionalizou-se no ano de 2002 e já venceu um torneio do circuito asiático, dez do circuito europeu e três do PGA Tour. É mais conhecido por vencer o Aberto dos Estados Unidos (2010), o primeiro europeu a conquistar esse título em 40 anos.

## Torneios Majors

### Títulos (1)
| Ano  | Torneio   | 54 buracos           | Placar              | Margem   | Vice-campeão   |
| ---- | --------- | -------------------- | ------------------- | -------- | -------------- |
| 2010 | U.S. Open | Déficit de 3 tacadas | E (71-68-71-74=284) | 1 tacada | Grégory Havret |